# Jiří Dohnal
Jiří „Jirka“ Dohnal (* 23. Juni 1963 in Liberec) ist ein ehemaliger tschechischer Badmintonspieler.

## Sportliche Karriere
Dohnal begann 1974 mit dem Badmintontraining beim Verein TJ Slávie ODPM Liberec. 1979 wechselte er zu Spartak Pavlovice, wo er auch seine ersten Erfolge feiern konnte. In der Spielzeit 1979/1980 wurde er mit dem Team von Spartak tschechischer Juniorenmeister. In der gleichen Saison erkämpfte er sich mit Silber im Herrendoppel gemeinsam mit Jiří Dufek auch seine erste Medaille bei den Erwachsenen. In der darauffolgenden Saison wurde er Vizemeister im Einzel. Im Doppel, diesmal mit Ladislav Prokš, reichte es nur zu Bronze. Im gemischten Doppel war das Viertelfinale Endstation für die Paarung Dohnal/Řezníčková. 1983 wechselte er mit der gesamten Badmintonabteilung zu TJ Start Liberec.
1984 wurde er zum Grundwehrdienst nach Hradec Králové eingezogen, verbunden mit dem Wechsel zum dortigen Verein VŠTJ UK. Zurück in Liberec konnte der lange Zeit nicht an die Erfolge der Vor-Armee-Zeit anknüpfen, obwohl er stets in den Top 12 des tschechischen und tschechoslowakischen Verbandes zu finden war.
Erst 1998 gelang ihm ein erneuter Medaillenerfolg. Gemeinsam mit Ladislav Oros erkämpfte er sich Bronze bei den tschechischen Meisterschaften. Ein Jahr später belegte er den neunten Platz in der europäischen Mixed-Rangliste.
Jirka Dohnal lebt auch heute noch in Liberec.